# Phlebotomus dispar
Phlebotomus dispar är en tvåvingeart som beskrevs av Lewis 1987. Phlebotomus dispar ingår i släktet Phlebotomus och familjen fjärilsmyggor. Inga underarter finns listade i Catalogue of Life.